# Карієга
33°45′00″ пд. ш. 25°24′00″ сх. д. / 33.75000° пд. ш. 25.40000° сх. д.

Карієга (афр. Kariega; до 2021 року — Ейтенгахе, афр. Uitenhage [œitənˈɦɑːχə]; англ. Uitenhage [ˈjuːtɨnheɪɡ]) — місто в Південно-Африканській Республіці, у Східно-Капській провінції. Засноване 25 квітня 1804 року. Статус самостійного муніципального утворення набуло в 1877 році. З 2001 року разом із містом Порт-Елізабет та містечком Деспатч входить до складу муніципалітету Нельсон Мандела Бей.
Місто є відомим, завдячуючи розташованому у ньому найбільшому в Африці автомобільному складальному заводу Volkswagen of South Africa Pty Ltd, що належить концерну Volkswagen Group. Окрім нього, у місті розташований завод шинного концерну Goodyear.